# Louis-Henri-Gabriel de Conflans d'Armentières
Le marquis Louis-Henri-Gabriel de Conflans d'Armentières, né à Paris le 28 décembre 1735, où il est mort le 26 février 1789, est un militaire français, fils aîné du maréchal de France Louis de Conflans d'Armentières, qui servit sous les règnes de Louis XV et Louis XVI.

## Famille
Louis-Henri-Gabriel est le premier-né issu du premier mariage de Louis de Conflans d'Armentières avec Adélaïde Jeanne Françoise de Bouteroue d'Aubigny, née en mai 1717 et morte le 9 mai 1746, à l'âge de 29 ans, de laquelle il eut deux autres enfants: Louis Charles, né le 5 décembre 1737 et Louise Gabrielle, née le 3 novembre 1743. Il porte dans un premier temps le titre de Vicomte d'Oulchy. Le 20 mai 1755, il épouse Marie-Antoinette Portail de Vaudreuil (cf. l'article Vatan), née le 9 mai 1738 et décédée en 1818 à l’âge de 80 ans. De cette union naîtront :
- Louise Marthe de Conflans 1759-1832 qui épousera François Marie Casimir, marquis de Coigny de Franquetot (1756-1816) ; fils du maréchal-duc François-Henri), d'où Augustin-Gabriel de Franquetot, duc de Coigny
- Louise Aglaë de Conflans 1763-1819 qui épousera Charles-Alain-Gabriel de Rohan, dernier duc de Montbazon de Rohan-Guéméné, duc de Montbazon (1764-1836)

Il eût pour demi-frère, après le second mariage de son père, Charles Louis Gabriel de Conflans d'Armentières, membre de la Chambre des pairs.

## Carrière militaire

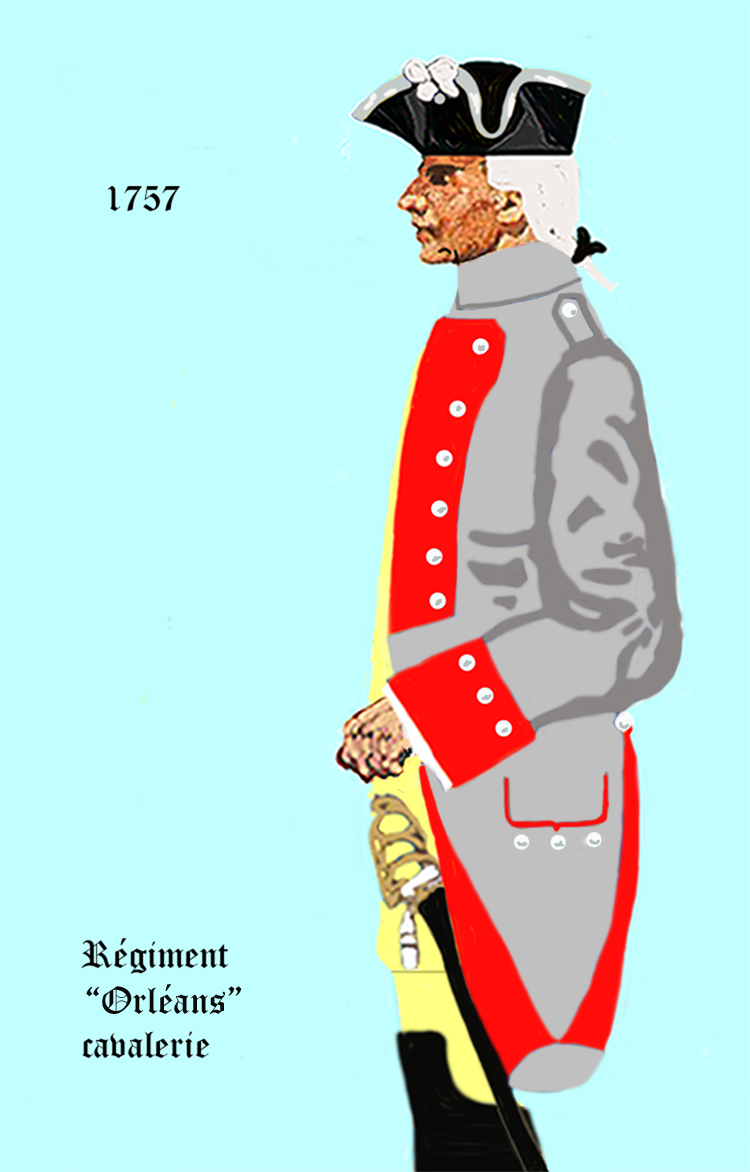
Uniforme du Régiment d'Orléans cavalerie en 1757, unité dans laquelle servit Louis-Henri-Gabriel de Conflans jusqu'en 1761.

Mousquetaire en 1750, il est fait « Lieutenant au Régiment d'Orléans Cavalerie en avril 1752, Maréchal de camp en 1770 ».
Louis-Henri-Gabriel s'illustrera particulièrement pendant la Guerre de Sept Ans (1756-1763): « il est à Hastembeck en 1757, à Crevelt et à Lutzelberg, 1758. En Westphalie il se distingue sous les ordres de son père. Il se trouve aux affaires de Corback et de Warbourg en 1760  ». Il est promu « brigadier des armées du roi » le 20 février 1761 et en avril, il reçoit le corps des « Chasseurs de Fischer ». Celui-ci prend alors le titre de « Dragons-chasseurs de Conflans » et prend part sous les ordres de son nouveau commandant à la fin de la guerre. « Le 31 juillet, il se trouve à l'affaire de Vilinghausen et se distingue par ses coups de main hardis. Détaché vers Osnabruck, il prend, dans cette ville, des magasins de farine et d'avoine et 400 chevaux, fait couper les jarrets à ceux qu'il ne peut emmener et conduire à Coësfeld 800 chariots chargés de subsistances. En 1762, il bat le prince héréditaire près de Reslinghausen, fait un grand nombre de prisonniers. Il a le même succès dans une affaire près de Smalemberg. Nommé maréchal de camp en 1762, le 25 juillet, il conserve son régiment sous le nom de Légion de Conflans, ».
La Légion de Conflans disparaît en mars 1776, sa cavalerie donnant naissance au « régiment de Conflans hussards » dont Louis-Henri-Gabriel reste colonel. Après sa mort en 1789, le régiment prendra le nom de Hussards de Saxe.

## Personnalité
Des chroniqueurs contemporains, comme le duc François Gaston de Lévis (Souvenirs et portraits) ou Félix comte d'Hézecques  (1774-1835) (Levers et couchers de Louis XVI), donnent Louis-Henri-Gabriel de Conflans comme une forte personnalité, haute en couleur mais portée de manière immodérée sur la boisson: « en tout, il paraissait né pour commander, car le ton de superiorité qu'il prenait toujours ne choquait personne ; il s'exprimait bien, allait droit au fait, et ses actions, ainsi que ses discours, avaient une aisance particulière ; ses manières étaient nobles et graves, ce qui rendait ses plaisanteries d'autant plus piquantes. Malheureusement ses mœurs étaient loin d'être irréprochables, et il ne s'enivrait que trop souvent dans un siècle où cette détestable manie était heureusement reléguée parmi le bas peuple.  Il avait servi avec une grande distinction dans les troupes légères, et c'était là qu'il avait contracté cette mauvaise habitude ... il montait bien à cheval, et c'était un habile chasseur. Le roi [Louis XVI] qui avait la passion de la chasse, se prit d'affection pour le marquis de Conflans, dont la franchise plaisait d'ailleurs à sa bonhomie ; c'était même celui de ses courtisans qu'il aimait le plus ».
« ... ce marquis de Conflans, fils du maréchal d'Armentières, était un des plus beaux hommes de France, et le meilleur officier des troupes légères de l'armée... Très estimé du roi, en faveur chez la reine, il mourut subitement, en se lavant les mains pour se mettre à table, dans un âge encore peu avancé... »